# Сезеново
Сезеново — село в Лебедянском районе Липецкой области России. Входит в состав Вязовского сельсовета.

## История
Сезеново возникло в третьей четверти XVII века. В писцовой и межевой книге 1627–1628 гг. города Лебедяни и Лебедянского уезда писца Г.Ф. Киреевского записано, что первые дачи земель, расположенных по правому берегу речки Сквирна. 
В последующие десятилетия земельные дачи в этих местах получили более десятка помещиков. У одиннадцати из них начиная с 1795 года по 1710 год эти земли приобрел и объединил в один надел офицер Преображенского полка И.В. Сезёнов. Первоначальные владельцы остались на левом берегу р. Сквирна, а на правом высоком берегу Исайя Сезёнов построил усадьбу, поселил в нее людей (в том числе пленных шведрв и поляков) и возвел церковь во имя Казанской иконы Божьей Матери. С 1719 года поселение стало официально называться «село Богородицкое».
После смерти И.В. Сезёнова в 1717 г. его наследники продали имение князю И.Г. Несвицкому. Вторая дворянская усадьба появилась в Сезёново между 1787 и 1792 годом, когда Несвицкие продали часть своей земли и крестьян Николаю Евсеевичу Кузьмину. Эта часть Сезёново до сих пор называется Евсеевкой. В конце XVIII века официальным названием села стало «Богородицкое-Сезёново тож.»

### Новейшее время
С 2005 года в селе начал восстанавливаться монастырь. В 2022 году ансамбль монастыря был признан объектом культурного наследия. С 2020 года в селе создаётся культурно-туристический комплекс «Сезёново» и Музей истории и творчества с. Сезёново. 
В настоящее время, земли относившиеся к Сезёново, обрабатывает АО «Русское АПК». Административно-территориально Сезёново принадлежит Вязовскому сельсовету. По переписи 2010 года в селе проживало 178 человек.
2 июля 2017 года в селе Сезёново, на берегу Сезёновского пруда выступили артисты Московского государственного театра «Русский балет» под руководством народного артиста СССР Вячеслава Гордеева, показавшие балет П.И. Чайковского «Лебединое озеро».

## Владельцы села Богородицкого (Сезёново)
- Сезёнов, Исай Васильевич (?—1717) — офицер лейб-гвардии Преображенского полка.
- Несвицкий, Иван Григорьевич — князь, сын стольника Григория Даниловича Несвицкого, стольник (в 1687-1727 гг.), воевода в Тамбове (1729).
- Ртищев, Егор Андреевич — муж Прасковьи Ивановны, урождённой княжны Несвицкой, служил в Кроншлоцком полку.
- Ртищев, Алексей Егорович — сын предыдущего, конной гвардии подпоручик.
- Несвицкий, Николай Лукич — капрал, сын Луки Ивановича Несвицкого и племянник Прасковьи Ивановны Ртищевой (ур. Несвицкой), владел 3/4 села (одна четверть принадлежала брату– прапорщику Алексею Лукичу Несвицкому).
- Кузьмин, Николай Евсеевич — помещик.
- Несвицкая, Надежда Николаевна (? - 1862) — княгиня, правнучка И.Г. Несвицкого.

## Достопримечательности
В селе расположен Сезеновский Иоанно-Казанский монастырь — православный женский монастырь Елецкой епархии Русской православной церкви. К интересным объектам исторической застройки села относятся: здание волостного правления (1862-1905), в последующие годы принадлежавшее лебедянскому мещанину А. Н. Сергееву, жилой дом конца XIX века (сейчас музей творчества села Сезёново) и бывшая школа. С 2020 года в селе строится культурно-туристический комплекс "Сезёново" с музеем истории и творчества села. Ставшее новой достопримечательностью здание музея истории села венчает Петровская башня с курантами и фигурой офицера Преображенского полка на флюгере. 